# Litvorové pleso
Litvorové pleso (deutsch Litvorovysee oder Engelwurzsee, ungarisch Litvor[ovy]-tó oder Angyalgyökér-tó, polnisch Litworowy Staw) ist ein Bergsee auf der slowakischen Seite der Hohen Tatra.
Er befindet sich im Tal Litvorová dolina (deutsch Litvorovytal), einem Seitental im Talsystem der Bielovodská dolina, am Nordhang des Litvorový štít (2413 m n.m.) und Nordwesthang des Velický štít (2319 m n.m.) am Hauptkamm der Hohen Tatra und seine Höhe beträgt 1860 m n.m. Seine Fläche liegt bei 18.645 m², er misst 181 × 162 m und seine maximale Tiefe beträgt 19,1 m. Der See gehört zum Einzugsgebiet der Biela voda über den Abfluss Litvorový potok.
Der Name des Sees leitet sich vom slowakischen mundartlichen Namen der Arznei-Engelwurz, litvor, die einst in der Umgebung reichlich vorkam, deren Bestände aber durch Kräutersammler vernichtet wurden. Auch weidende Herden verursachten in der Vergangenheit große Schäden an der Vegetation.
Am Nordufer vorbei führt ein blau markierter Wanderweg von Lysá Poľana zur Scharte Prielom. Vom See eröffnen sich gute Ausblicke auf Berge wie Rumanov štít, Gánok oder Rysy.